# 국토종합개발계획
국토종합개발계획(國土綜合開發計劃)은 한 나라의 국토를 종합적·유기적·합리적으로 개발·이용·보전함으로써 국민경제의 발전을 촉진시키고 국민의 복지와 생활 수준을 향상시키고자 하는 국가 계획을 말한다.
과밀이나 과소의 폐해를 제거하고, 지역의 차를 시정하기 위하여 신 산업도시나 공업정비 특별지역의 산업진흥정책을 중심으로 거점개발방식에 의한 장기적·종합적인 국토개발을 행하는 것으로서, 이러한 국토종합개발계획이 작성·실시된 것은 제2차 세계대전 이후의 일이다.
그 실례로 1910년부터 일본제국의 식민정치 하에서 파행적으로 발전해온 한국경제는 6·25전쟁으로 더욱 침체되어 강력한 경제개발계획과 함께 국토종합개발이 시급히 요청되던 바로, 1961년 민주당 정부는 국토종합개발계획을 발표하고 국토건설단장에 처음에는 장면이었다가 후임으로는 장준하가 맡았다. 
1963년 국토건설종합계획법이 제정된 이후 국토건설종합계획(전국계획), 특정지역건설종합계획(특정지역계획), 도건설종합계획(도계획), 군건설종합계획(군계획)으로 체계화되었다. 국토건설종합계획은 매 10년 단위로 계획이 수립되었으며, 국토의 체계적 개발에 큰 역할을 하였다. 반면에 환경 훼손, 거점개발 전략에 따른 지역간 격차 발생, 중앙집권식 하향개발이란 문제점이 부각되고, 국토의 지속가능한 관리가 강조되면서 계획의 성격이 변화되었다. 2003년 국토건설종합계획법이 국토기본법으로 개편되었으며, 국토건설종합계획의 명칭도 국토종합계획으로 변경되었다. 명칭의 변경에서 보듯이 기존 사업적 성격이 약화되고 전략적 개발방향 제시가 강조되었고, 국토의 개발 뿐만 아니라 친환경적 국토관리 내용이 강화되었다. 계획 수립기간도 기존 10년에서 20년으로 변경되었으며 매 5년마다 여건을 고려해 수정하고 있다.
2012년, 제4차 국토종합계획 수정계획(2011-2020)이 수립되어 운영되고 있다.
그리고 2020년에는 제5차 국토종합계획을 수립해 2021년부터 2040년까지 운영할 예정이다.